# سيلفا دي كادوري
سيلفا دي كادوري هي بلدية في مقاطعة بلونة في منطقة فنيتة الإيطالية، وتقع على بعد 120 كيلومترًا (75 ميلًا) شمال مدينة البندقية و40 كيلومترًا (25 ميلًا) شمال غرب بلونة.